# Valkyrie
Pour les articles homonymes, voir Valkyrie (homonymie).

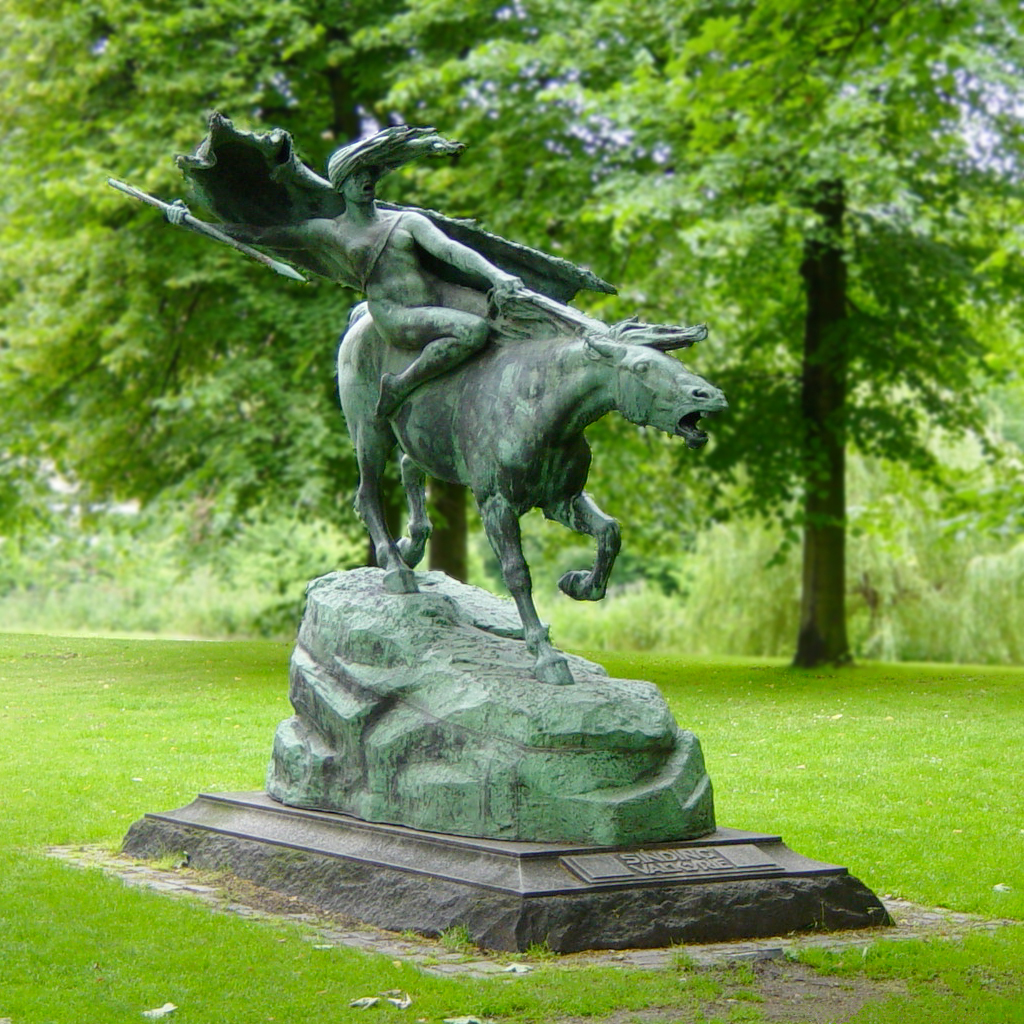
Sculpture intitulée Sinding Valkyrie par Stephan Sinding (1846-1922), dans un parc de Copenhague.

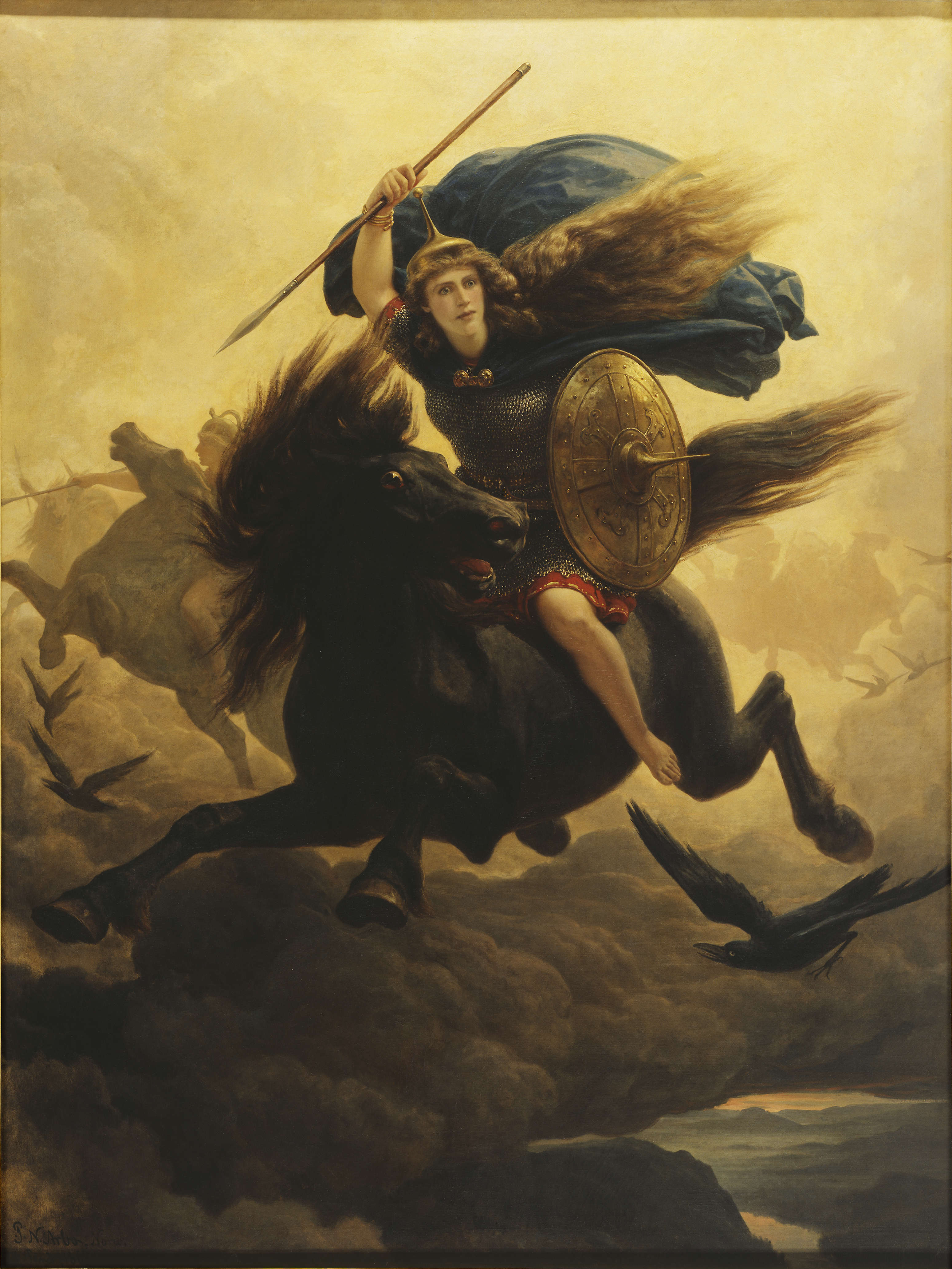
Une Skjaldmö Valkyrie.

Les Valkyries ou Walkyries, dans la mythologie nordique, sont des divinités mineures dises qui servaient Odin, maître des dieux. 
Les Valkyries, revêtues d’une armure, volaient, dirigeaient les batailles, distribuaient la mort parmi les guerriers et emmenaient l’âme des héros au Valhalla, le grand palais d’Odin, où les guerriers décédés devenaient des Einherjar (en vieux norrois ; « ceux qui constituent une armée » ou « ceux qui combattent seul à seul »). 
Lorsqu'ils ne se préparent pas aux événements de Ragnarök, les Valkyries leur portent de l'hydromel.
Elles apparaissent également comme des amantes de héros et d'autres mortels, où elles sont parfois décrites comme les filles de la royauté, parfois accompagnées de corbeaux et parfois liées à des cygnes ou à des chevaux. Ces héroïnes sont destinées à se battre aux côtés d'Odin à la venue du Ragnarök. Elles sont à l'image de ces femmes guerrières, les Skjaldmös que content les sagas nordiques.
Les Valkyries apparaissent dans des récits tirés des ouvrages du XIIIe siècle : l'Edda en prose et l'Edda poétique, deux recueils de contes nordiques antérieurs, ainsi que d'autres ouvrages germaniques.
Le mythe des Valkyries était à l'origine transmis oralement de générations en générations, jusqu'à ce que le christianisme introduise l'alphabétisation dans la région au début de second millénaire ; les chrétiens écrivirent alors ces récits.

## Étymologie
Le mot Valkyrie est un emprunt moderne au vieux norrois valkyrja, (pluriel : valkyrjar), composé de valr qui signifie « cadavres gisant sur le champ de bataille » et kjósa, « choisir ». Le vieux norrois kjósa est apparenté à kiesen (participe passé gekoren) et küren, deux verbes allemands signifiant « choisir, élire » en langue recherchée; valkyrja peut se traduire par « celle qui choisit les morts ».

## Interprétations
Il n'y a pas de distinction claire entre les Valkyries et les Nornes. Par exemple, Skuld appartient aux deux à la fois. De plus, dans le Darraðarljóð (lignes 1-52), les Valkyries tissent une tapisserie de guerre.
Dans l'art moderne, les Valkyries sont parfois décrites comme étant de belles vierges montant des chevaux ailés, ornées de casques et armées de lances. Cependant, la monture de la Valkyrie était un kenning de loup (voir Rök Stone), donc contrairement aux stéréotypes, elles ne montaient pas de chevaux ailés. Leurs montures étaient plutôt des hordes de loups qui traînaient au milieu des corps de guerriers morts. Ces loups étaient de macabres combattants. Tandis que le loup est la monture de la Valkyrie, celle-ci semble être apparentée au corbeau, animal apparaissant fréquemment dans la mythologie nordique (notamment Hugin et Munin, les deux corbeaux perchés sur les épaules d'Odin). Volant au-dessus du champ de bataille et « choisissant » des corps, et surveillant les neuf mondes pour Odin. Les hordes de loups et de corbeaux ayant ainsi nettoyé les lendemains de batailles pourraient avoir été là pour servir de plus grandes causes.
L'origine des Valkyries en général est incertaine, mais plusieurs Valkyries connues semblent avoir des parents mortels.

## Autres appellations
- Óskmær est construit sur mær : « jeune fille », « vierge », et ósk : « désir », « souhait ». Ce terme rare a été rapproché d’óskamær, « vierge choisie » (par Odin)[3]. Il s'applique à Brunehilde dans l’Oddrúnargrátr (16) et à Hljód dans la Völsunga saga (2).

- Óðins meyjar : Les Valkyries sont aussi qualifiées d’Óðins meyjar (« vierges d'Odin »). Le terme apparaît dans une þula[4].

## Valkyries principales

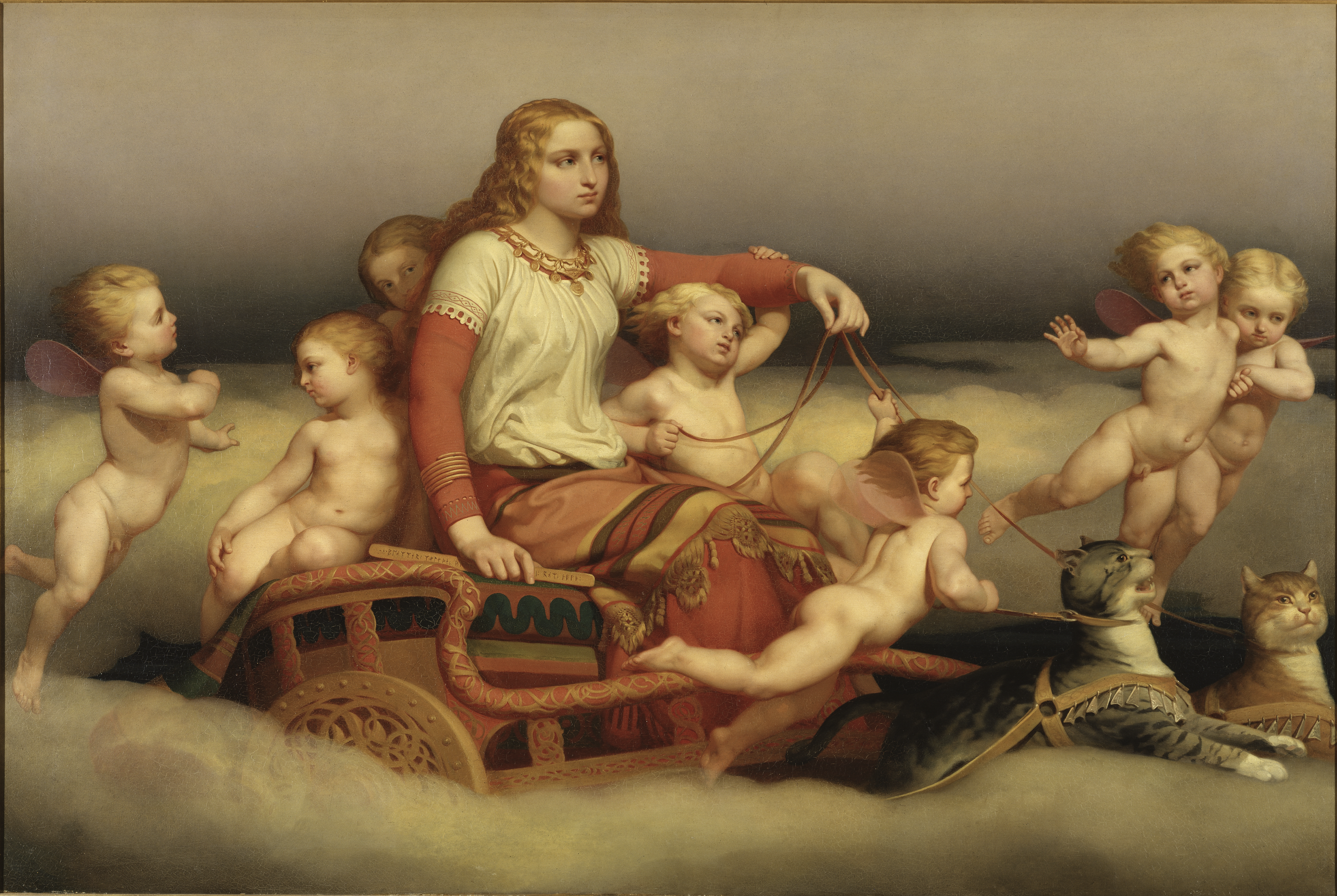
Freyja par Nils Blommér, 1852.

Freyja est considérée comme la première parmi les Valkyries. Elle est représentée comme choisissant les morts qu'elle veut pour son propre royaume. Elle semble presque être un chef pouvant diriger les autres Valkyries.
Freyja peut être considérée comme une sorte de déesse de la mort voire comme une parente des Nornes, ces divinités germaniques qui tissent les destins des mortels. Elle a même pu, à un moment donné, représenter la bataille ou la mort au combat.
Cependant, elle est principalement associée à l'amour, à la luxure et à la fertilité, et son lien avec ceux qui meurent au combat peut être compris comme une référence à la compréhension nordique de la mort menant à un renouveau, étant un nouveau commencement et non pas une fin.
Certaines Valkyries sont des personnages majeurs de mythes importants :
- Brynhildr apparaît dans la Völsunga saga ;
- Hildr apparaît dans la légende de Hedin et Högni, dans Ragnarsdrápa et dans les Eddas ;
- Sigrdrífa apparaît dans Sigrdrífumál ;
- Sigrún apparaît dans Helgakviða Hundingsbana II ;
- Sváfa apparaît dans Helgakviða Hjörvarðssonar ;
- Ölrún, Svanhvít et Alvitr apparaissent dans Völundarkvida ;
- Thrúd est la fille de Thor.

D'autres Valkyries importantes pourraient inclure Gunnr qui apparaît dans Rök Runestone et Skögul qui est mentionnée dans une inscription en runes à Bergen, datant du XIIIe siècle.
Dans l'épilogue du poème Helgakviða Hundingsbana II de l'Edda poétique, Kára, l'amante Valkyrie du héros Helgi Haddingjaskati, vole au-dessus de lui dans la bataille comme un cygne, lançant des sorts en sa faveur.

## Apparitions

### Edda poétique
Les valkyries sont mentionnées ou apparaissent dans les poèmes poétiques de l'Edda Völuspá, Grímnismál, Völundarkviða, Helgakviða Hjörvarðssonar, Helgakviða Hundingsbana I, Helgakviða Hundingsbana II et Sigrdrífumál.

#### Völuspá
Dans la strophe 30 du poème Völuspá, une völva (une voyante itinérante dans la société nordique) dit à Odin qu'elle a vu des valkyries venant de loin prêtes à chevaucher vers « le royaume des dieux ». La völva suit cela avec une liste de six valkyries : Skuld (vieux norrois, peut-être « dette » ou « futur ») qui portait un bouclier, Skögul (« shaker »), Gunnr (« guerre »), Hildr (« bataille »), Göndul (« manieuse de baguette ») et Geirskögul (« Lance-Skögul »). Ensuite, la völva lui dit qu'elle a répertorié les « dames du seigneur de la guerre, prêtes à chevaucher, valkyries, sur la terre ».

#### Grímnismál
Dans le poème Grímnismál, Odin (déguisé en Grímnir), torturé, affamé et assoiffé, dit au jeune Agnar qu'il souhaite que les valkyries Hrist (« shaker ») et Mist (« nuage ») « lui portent une corne [à boire] » et fournit ensuite une liste de onze autres valkyries qui, selon lui, « apportent de la bière à l'einherjar » ; Skeggjöld (« âge de la hache »), Skögul, Hildr, Þrúðr (« pouvoir »), Hlökk (« bruit » ou « bataille »), Herfjötur (« hôtesse »), Göll (« tumulte »), Geirahöð (« combat à la lance »), Randgríð (« trêve des boucliers »), Ráðgríð (« conseil de trêve ») et Reginleif (« pouvoir de trêve »),.

#### Völundarkviða
Une introduction en prose dans le poème Völundarkviða raconte que les frères Slagfiðr, Egil et Völund habitaient dans une maison située dans un endroit appelé Úlfdalir (« vallons des loups »). Là, tôt un matin, les frères trouvent trois femmes filant du lin sur la rive du lac Úlfsjár (« lac aux loups »), et « près d'elles se trouvaient leurs vêtements de cygne; c'étaient des valkyries ». Deux filles du roi Hlödvér sont nommées Hlaðguðr svanhvít (« cygne blanc ») et Hervör alvitr (signifiant peut-être « tout sage » ou « créature étrange ») ; la troisième, fille de Kjárr de Valland, s'appelle Ölrún (signifiant peut-être « rune de bière »). Les frères ramènent les trois femmes dans leur salle avec eux - Egil prend Ölrún, Slagfiðr prend Hlaðguðr svanhvít et Völund prend Hervör alvitr. Ils vivent ensemble pendant sept hivers, jusqu'à ce que les femmes s'envolent pour aller au combat et ne reviennent pas. Egil part en raquettes à la recherche d'Ölrún, Slagfiðr part à la recherche de Hlaðguðr svanhvít et Völund s'assoit à Úlfdalir.

#### Helgakviða Hjörvarðssonar

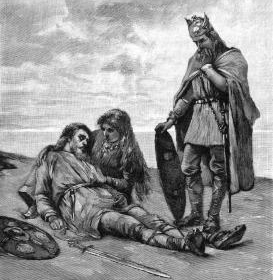
Helgi, Sváva et le roi Eylimi.

Dans le poème Helgakviða Hjörvarðssonar, un récit en prose raconte qu'un jeune homme anonyme et silencieux, le fils du roi norvégien Hjörvarðr et de Sigrlinn de Sváfaland, est témoin de neuf valkyries qui passent assis au sommet d'un tumulus. Il en trouve une particulièrement frappante ; cette valkyrie est décrite plus tard dans un récit en prose comme Sváva, la fille du roi Eylimi, qui « le protégeait souvent dans les batailles ». La valkyrie parle à l'homme sans nom et lui donne le nom de Helgi (qui signifie « le saint »). Helgi, auparavant silencieux, parle ; il se réfère à la valkyrie comme « dame au visage brillant », et lui demande quel cadeau il recevra avec le nom qu'elle lui a accordé, mais il ne l'acceptera pas s'il ne peut pas l'avoir aussi. La valkyrie lui dit qu'elle connaît un trésor d'épées à Sigarsholm, et que l'une d'entre elles, qu'elle décrit en détail, est d'une importance particulière. Plus loin dans le poème, Atli vole avec la femme jötunn Hrímgerðr. En volant avec Atli, Hrímgerðr dit qu'elle avait vu 27 valkyries autour de Helgi, mais une valkyrie particulièrement belle dirigeait le groupe :
« Trois fois neuf filles, mais une fille est montée devant,
La peau blanche sous son casque ;
Les chevaux tremblaient, de leurs crinières
La rosée est tombée dans les vallées profondes,
Grêle dans les hauts bois ;
La bonne fortune vient de là aux hommes ;

Tout ce que je voyais m'était odieux. »
Après que Hrímgerðr soit transformée en pierre à la lumière du jour, un récit en prose suit selon lequel Helgi, qui est maintenant roi, se rend chez le père de Sváva - le roi Eylimi - et demande sa fille. Helgi et Sváva sont fiancés et s'aiment tendrement. Sváva reste à la maison avec le roi Eylimi, tandis que Helgi fait des raids, et à cela le récit ajoute que Sváva « était une valkyrie comme avant ». Le poème continue et, parmi divers autres événements, Helgi meurt d'une blessure reçue au combat. Un récit à la fin du poème explique que Helgi et sa femme valkyrie Sváva « seraient réincarnés ».

#### Helgakviða Hundingsbana I
Dans le poème Helgakviða Hundingsbana I, le héros Helgi Hundingsbane est assis sur le champ de bataille jonché de cadavres de Logafjöll. Une lumière brille de la chute, et de cette lumière jaillissent des éclairs. Volant dans le ciel, des valkyries casquées apparaissent. Leur armure de mailles est trempée de sang jusqu'à la taille ; leurs lances brillent de mille feux :
« Puis la lumière a brillé de Logafell,
Et de ce rayonnement sortaient des éclairs;
Portant des casques à Himingvani [vinrent les valkyries].
Leurs byrnes étaient trempés de sang ;

Et des rayons sortaient de leurs lances. »
Dans la strophe qui suit, Helgi demande aux valkyries (qu'il appelle les « déesses du sud ») si elles aimeraient rentrer à la maison avec les guerriers à la tombée de la nuit (pendant tout ce temps, les flèches volaient). La bataille terminée, la valkyrie Sigrún, lui apprend que son père Högni l'a fiancée à Höðbroddr, le fils du roi Granmar du clan Hniflung, que Sigrún juge indigne. Helgi rassemble un immense groupe pour mener une bataille à Frekastein contre le clan Hniflung afin d'aider Sigrún, dans sa situation difficile, pour éviter ses fiançailles. Plus tard dans le poème, le héros Sinfjötli vole avec Guðmundr. Sinfjötli accuse Guðmundr d'avoir été une femme, et raconte que Guðmundr était « une sorcière, horrible, contre nature, parmi les valkyries d'Odin », ajoutant que tous les einherjar « ont dû se battre, femme têtue, pour votre compte ». Plus loin dans le poème, l'expression « la mer aérée de la valkyrie » est utilisée pour « la brume ». Vers la fin du poème, les valkyries redescendent du ciel, cette fois pour protéger Helgi au milieu de la bataille de Frekastein. Après la bataille, toutes les valkyries s'envolent mais Sigrún et les loups (appelés « la monture de la femme troll ») consomment des cadavres :
« Des valkyries casquées sont descendues du ciel
— Le bruit des lances grandit — ils protégeaient le prince ;
Dit alors Sigrun - les valkyries meurtrières volèrent,

La monture de la femme-troll se régalait du fourrage des corbeaux : »
La bataille gagnée, Sigrún dit à Helgi qu'il deviendra un grand souverain et s'engage envers lui.

#### Helgakviða Hundingsbana II
Au début du poème Helgakviða Hundingsbana II, un récit en prose dit que le roi Sigmund (fils de Völsung) et sa femme Borghild (de Brálund) ont un fils nommé Helgi, qu'ils ont nommé en l'honneur de Helgi Hjörvarðsson (le protagoniste de l'ancien Helgakviða Hjörvarðssonar). Après qu'Helgi ait tué le roi Hunding dans la strophe 4, un récit en prose explique qu'Helgi s'échappe, consomme la viande crue du bétail qu'il a abattu sur une plage et rencontre Sigrún. Sigrún, fille du roi Högni, est « une valkyrie et chevauchait dans les airs et la mer », et elle est la valkyrie Sváva réincarnée. Dans la strophe 7, Sigrún utilise l'expression « nourri l'oison des sœurs de Gunn ». Gunnr et ses sœurs sont des valkyries, et ces oisons sont des corbeaux, qui se nourrissent des cadavres laissés sur le champ de bataille par les guerriers.
Après la strophe 18, un récit en prose raconte qu'Helgi et son immense flotte de navires se dirigent vers Frekastein, mais rencontrent une grande tempête. La foudre frappe l'un des navires. La flotte voit voler neuf valkyries dans les airs, parmi lesquelles ils reconnaissent Sigrún. La tempête s'apaise et les flottes arrivent en toute sécurité à terre. Helgi meurt au combat, mais revient visiter Sigrún depuis Valhalla une fois dans un tumulus, et à la fin du poème, un épilogue en prose explique que Sigrún meurt plus tard de chagrin. L'épilogue détaille qu '« il y avait une croyance en la religion païenne, que nous considérons maintenant comme un conte de vieilles femmes, que les gens pouvaient se réincarner » et que « Helgi et Sigrun étaient censés avoir renaître » comme un autre Helgi et couple de valkyries ; Helgi comme Helgi Haddingjaskaði et Sigrún comme la fille de Halfdan; la valkyrie Kára. L'épilogue précise que de plus amples informations sur les deux peuvent être trouvées dans l'œuvre (maintenant perdue) Káruljóð.

#### Sigrdrífumál
Dans l'introduction en prose du poème Sigrdrífumál, le héros Sigurd monte à Hindarfell et se dirige vers le sud vers « le pays des Francs ». Sur la montagne, Sigurd voit une grande lumière, « comme si un feu brûlait, qui flambait vers le ciel ». Sigurd s'en approche et là, il voit un skjaldborg avec une bannière volant au-dessus. Sigurd entre dans le skjaldborg et y voit un guerrier allongé, endormi et complètement armé. Sigurd enlève le casque du guerrier et voit le visage d'une femme. Le corsage de la femme est si serré qu'il semble avoir grandi dans le corps de la femme. Sigurd utilise son épée Gram pour couper le corselet, en partant du cou du de l'habit vers le bas, il arrive aux manches et le lui enlève.
La femme se réveille, s'assied, regarde Sigurd, et les deux conversent en deux strophes de vers. Dans la deuxième strophe, la femme explique qu'Odin lui a placé un sort de sommeil qu'elle ne pouvait pas briser, et à cause de ce sort, elle a dormi longtemps. Sigurd demande son nom, et la femme donne à Sigurd une corne d'hydromel pour l'aider à retenir ses paroles dans sa mémoire. La femme récite une prière païenne en deux strophes. Un récit en prose explique que la femme s'appelle Sigrdrífa et qu'elle est une valkyrie.
Un récit raconte que Sigrdrífa explique à Sigurd qu'il y avait deux rois qui se combattaient. Odin avait promis à l'un d'entre eux - Hjalmgunnar - la victoire au combat, mais elle l'avait « renversé » au combat. Odin la piqua avec une épine endormie en conséquence, lui dit qu'elle ne « combattrait plus jamais victorieusement au combat » et la condamna au mariage. En réponse, Sigrdrífa a dit à Odin qu'elle avait juré qu'elle n'épouserait jamais un homme qui connaissait la peur. Sigurd demande à Sigrdrífa de partager avec lui sa sagesse de tous les mondes. Le poème continue en vers, où Sigrdrífa fournit à Sigurd des connaissances sur l'inscription de runes, la sagesse mystique et la prophétie.

### Edda de Snorri
Dans l'Edda de Snorri, écrite au XIIIe siècle par Snorri Sturluson, les valkyries sont mentionnées pour la première fois au chapitre 36 du livre Gylfaginning, où la figure intronisée de High informe Gangleri (le roi Gylfi déguisé) des activités des valkyries et en mentionne quelques-unes. High dit « il y en a encore d'autres dont le devoir est de servir à Valhalla. Ils apportent à boire et voient à la table et aux coupes de bière ». À la suite de cela, High donne une strophe du poème Grímnismál qui contient une liste de valkyries. High dit « ces femmes sont appelées valkyries, et elles sont envoyées par Odin à chaque bataille, où elles choisissent quels hommes doivent mourir et elles déterminent qui a la victoire ». High ajoute que Gunnr, Róta et Skuld - la dernière des trois qu'il appelle « la plus jeune norn » - « alternent toujours pour choisir les morts et décider de l'issue de la bataille ». Au chapitre 49, High décrit que lorsqu'Odin et sa femme Frigg sont arrivés aux funérailles de leur fils tué Baldr, avec eux sont venus les valkyries ainsi que les corbeaux d'Odin.

Des références aux valkyries apparaissent tout au long du livre Skáldskaparmál, qui fournit des informations sur la poésie scaldique. Au chapitre 2, une citation est donnée de l'œuvre Húsdrápa du skald Úlfr Uggason du Xe siècle. Dans le poème, Úlfr décrit des scènes mythologiques représentées dans une salle nouvellement construite, y compris des valkyries et des corbeaux accompagnant Odin au festin funéraire de Baldr :
« Là j'aperçois des valkyries et des corbeaux,
Accompagnant le sage arbre de la victoire [Odin]
A la boisson de l'offrande sainte [fête funèbre de Baldr]

A l'intérieur sont apparus ces motifs. »
Plus loin dans le chapitre 2, une citation du poème anonyme du Xe siècle Eiríksmál est fournie : 
« Quel genre de rêve est-ce, Odin ?
J'ai rêvé que je me levais avant l'aube
pour nettoyer Val-hall pour les personnes tuées.
J'ai réveillé l'Einheriar,
Les ordonna de se lever pour joncher les bancs,
Nettoyer les gobelets,
Les valkyries pour servir le vin

Pour l'arrivée d'un prince. »
Au chapitre 31, des termes poétiques pour désigner une femme sont donnés, notamment « [une] femme est également désignée en termes de tous les Asyniur ou valkyries ou norns ou dísir ». Au chapitre 41, alors que le héros Sigurd chevauche son cheval Grani, il rencontre un bâtiment sur une montagne. Dans ce bâtiment, Sigurd trouve une femme endormie portant un casque et une cotte de mailles. Sigurd lui coupe le courrier et elle se réveille. Elle lui dit que son nom est Hildr, et « elle est connue sous le nom de Brynhildr, et était une valkyrie ».
Au chapitre 48, les termes poétiques pour « bataille » incluent « le temps des armes ou des boucliers, ou d'Odin ou de valkyrie ou de rois de guerre ou leur choc ou bruit », suivi d'exemples de compositions de divers skalds qui ont utilisé le nom de valkyries dans ladite manière (Þorbjörn Hornklofi utilise « Skögul's din » pour « champ de bataille », Bersi Skáldtorfuson utilise « Gunnr's fire » pour « sword » (épée) et « Hlökk's snow » pour « bataille », Einarr Skúlason utilise « Hildr's sail » pour « shield » (bouclier) et « Göndul's vent écrasant » pour « bataille » et Einarr skálaglamm utilise « le vacarme de Göndul »). Le chapitre 49 donne des informations similaires en se référant aux armes et armures (bien que le terme « death-maidens » - vieux norrois valmeyjar - au lieu de « valkyries » soit utilisé ici), avec d'autres exemples. Au chapitre 57, dans une liste de noms d'ásynjur (et après que des noms alternatifs pour la déesse Freyja soient fournis), une autre section contient une liste des «servantes d'Odin»; valkyries : Hildr, Göndul, Hlökk, Mist, Skögul. Et puis quatre autres noms ; Hrund, Eir, Hrist et Skuld. La section ajoute qu'« on les appelle des nornes qui façonnent la nécessité ».
Certains manuscrits de la section Nafnaþulur de Skáldskaparmál contiennent une longue liste de 29 noms de valkyries (répertoriés comme les « valkyries de Viðrir » - un nom d'Odin). La première strophe énumère : Hrist, Mist, Herja, Hlökk, Geiravör, Göll, Hjörþrimul, Guðr, Herfjötra, Skuld, Geirönul, Skögul et Randgníð. La deuxième strophe énumère : Ráðgríðr, Göndul, Svipul, Geirskögul, Hildr, Skeggöld, Hrund, Geirdriful, Randgríðr, Þrúðr, Reginleif, Sveið, Þögn, Hjalmþrimul, Þrima et Skalmöld.

## Dans la culture

The Valkyrie's Vigil par Edward Robert Hughes (1851-1914).

Plusieurs œuvres de la culture classique ont pour thème les Valkyries, notamment dans la peinture, la sculpture et l'opéra.

### Dans les arts visuels
- La peinture Valkyries, par Peter Nicolai Arbo (1831-1892) ;
- La peinture  The Valkyrie's Vigil, par Edward Robert Hughes (1851-1914) ;
- La peinture La chevauchée des Valkyries, par W.T. Maud ;
- La sculpture Sinding Valkyrie, par Stephan Sinding (1846-1922) ;
- Les Valkyries font partie des 1 038 femmes représentées dans l'œuvre contemporaine The Dinner Party de Judy Chicago, aujourd'hui exposée au Brooklyn Museum. Cette œuvre se présente sous la forme d'une table triangulaire de 39 convives (13 par côté). Chaque convive étant une femme, figure historique ou mythique. Les noms des 999 autres femmes figurent sur le socle de l'œuvre. Les Valkyries figurent sur le socle, elles y sont associées à la déesse Kali, quatrième convive de l'aile I de la table.

### Dans la musique

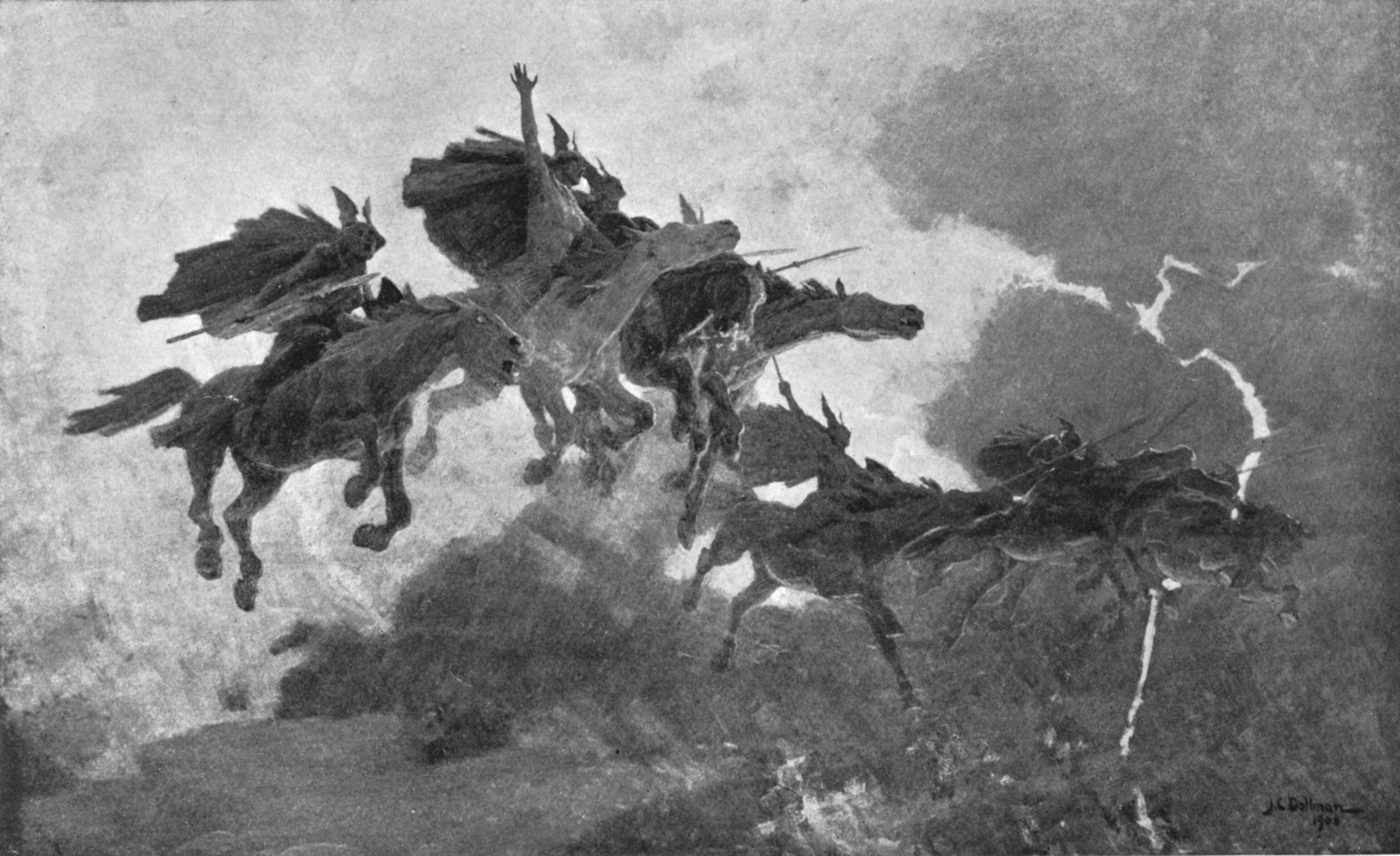
La chevauchée des valkyries.

- La deuxième partie de la tétralogie L'Anneau du Nibelung composée par Richard Wagner s'intitule La Walkyrie (1870), dans laquelle on retrouve neuf Walkyries (Brünnhilde, Gerhilde, Grimgerde, Helmvige, Ortlinde, Rossweisse, Siegrune, Schwertleite et Waltraute) au service de Wotan.
- La première chanson du disque We Don't Need to Whisper du groupe de rock alternatif Angels and Airwaves s'intitule Valkyrie Missile.
- La chanson L'Epée en main du groupe oï Chevrotine traite de la légende des Valkyries.

### Dans les livres

#### Dans la littérature

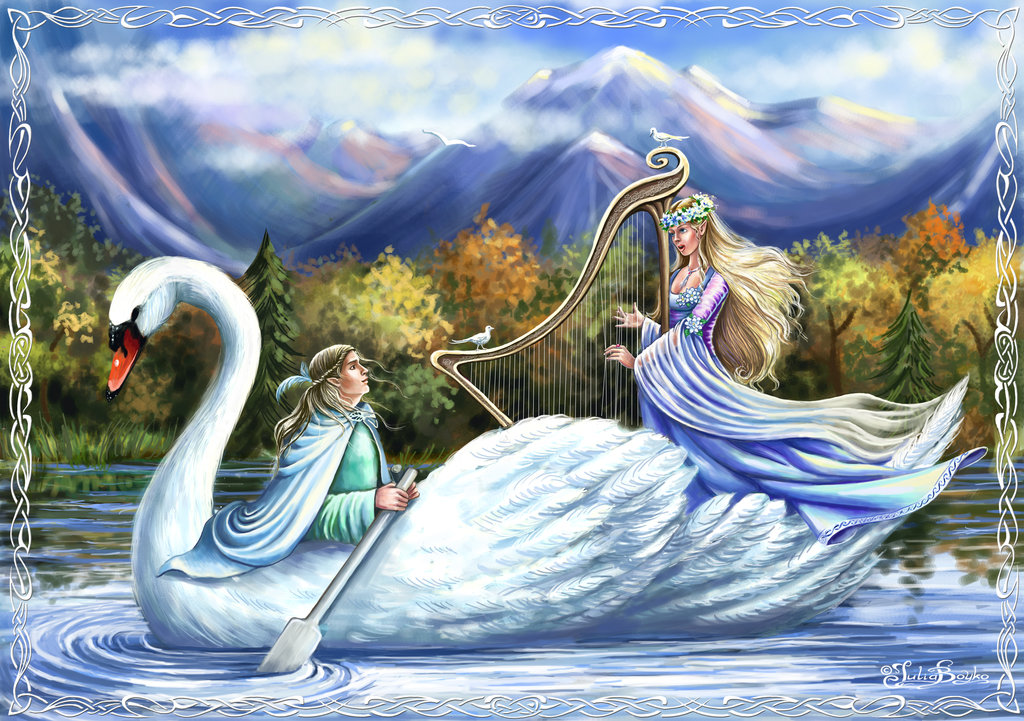
Galadriel et Celeborn.

- Les Valkyries sont fréquemment mentionnées dans la quadrilogie de La Malédiction de l'anneau.
- Ce thème fut aussi utilisé par J. R. R. Tolkien dans la description des héroïnes de son œuvre. Les personnages  de Galadriel mais aussi d'Éowyn contiennent de nombreuses similitudes avec les Valkyries.
- Dans la série de livres Les Ombres de la nuit, il est dit que les Valkyries sont choisies par Odin (Wotan) et Freyja. En effet, lorsqu'une valeureuse guerrière meurt au combat, Odin et Freyja peuvent choisir de la sauver. Elle est donc frappée par la foudre et ramenée à la vie : elle donnera alors naissance à une Valkyrie.
- Elles apparaissent dans Les Secrets de l'immortel Nicolas Flamel, une série de six romans pour la jeunesse écrits par Michael Scott.

#### Dans la bande dessinée

Logo du manga Valkyrie Apocalypse.

- La Valkyrie est une super-héroïne d'origine asgardienne, de l'univers Marvel.
- Les Valkyries sont les avions de combat qui se transforment en mechas dans l'univers Macross / Robotech.
- Le shōnen, manga écrit et dessiné par Hiro Mashima, Edens Zero dans lequel un personnage est nommé Valkyrie ;
- Les Treize Sœurs Valkyries du seinen, manga scénarisé par Shinya Umemura et Takumi Fukui et dessiné par Ajichika, Valkyrie Apocalypse.

### Dans la télévision
- Charmed : lors de l'épisode L'Âme des Guerrières en deux parties (saison 6) de la série Charmed, une des sœurs Halliwell, Piper se transforme en Valkyrie ;
- Xena, la guerrière : lors des épisodes 7, 8 et 9 de la saison 6 : Dans trois épisodes de Xena la princesse guerrière, Un lourd secret, La bague et Le retour de la Valkyrie (Saison 6 de Xena) Gabrielle découvre que Xena est une ancienne Valkyrie ;
- Dans la série Battlestar Galactica, un vaisseau de guerre, le Valkyrie ou Battlestar Valkyrie commandé par William Adama appartient au Battlestar Group 41 ;
- Dans l'anime Shijō Saikyō no Deshi Ken'ichi (Ken-ichi, le disciple ultime) Valkyrie est un personnage faisant partie de l'organisation ragnarok (ce basant sur la mythologie nordique) ;
- Lost Girl en personnage récurrent (Tamsin) de la saison 3 ;
- Les Disparus de la Forêt-Noire est une mini-série télévisée initialement appelée Walkyries.

### Dans le cinéma
- La Chevauchée des Walkyries a été utilisée dans Apocalypse Now, pour accompagner un raid d'hélicoptères américains déversant du napalm, et est ainsi devenue une des plus célèbres musiques de cinéma.
- Un personnage du nom de Valkyrie apparaît également dans l'univers Marvel, tout d'abord dans le film Thor : Ragnarok, puis dans Avengers: Endgame, et Thor: Love and Thunder. Elle est incarnée par Tessa Thompson depuis 2017.
- Dans le film Max Payne, sorti en 2008, on parle de Valkyries et on en voit.
- Walkyrie (Valkyrie en français) est aussi le nom du film de Bryan Singer avec Tom Cruise sorti le 28 janvier 2009. Ce film tire son nom de l'Opération Walkyrie, destinée à assassiner Hitler[8].

### Dans les jeux vidéos
Diverses références y sont également faites dans l'univers des jeux vidéo :
- Dans le jeu Age of Mythology, elles sont des unités jouables par les forces scandinaves.
- Dans le jeu Valkyrie Profile .
- Dans le jeu Odin Sphere de Vanillaware, elles sont les filles d'Odin et mènent ses armées dans sa guerre pour récupérer le chaudron du pouvoir.
- Dans le jeu Warframe, l'une des Warframe combattante (personnage jouable) porte le nom de Valkyr.
- Dans le jeu free-to-play Clash of Clans.
- Dans le jeu Freelancer, le Valkyrie est le chasseur lourd Rhénan, utilisé par l'Armée de Rhénanie.
- Dans le jeu Tom Clancy's Rainbow Six: Siege, où un agent américain des SEAL se nomme Valkyrie.
- Dans le jeu God of War, paru en 2018 sur PlayStation 4, les neuf Valkyries sont présentées sous une forme pervertie par la magie d'Odin ; boss optionnels, ce sont les adversaires les plus puissants du jeu, en particulier leur reine Sigrún ; Freyja est un personnage tantôt allié tantôt ennemie centrale à l'histoire principale du jeu.
- Dans le jeu Bravely Default, la Valkyrie est un astérisque, initialement détenu par Einheria Vénus.
- Dans le jeu Black Desert Online, la Valkyrie est une classe jouable.
- Dans le jeu RAID: Shadow Legends, Valkyrie est un personnage légendaire jouable dans la faction des barbares.
- Dans le jeu For Honor, la Valkyrie est un personnage jouable de la faction viking ;
- Dans le jeu Overwatch, le personnage jouable « Mercy » possède un skin nommé « Sigrún » où elle est équipée d'une armure de Viking, une épée, et ses ailes reflètent l'image d'une Valkyrie ;
- Dans la série Fire Emblem, les Valkyries représentent une classe de combattantes[réf. nécessaire].
- Dans le jeu mobile Fate/Grand Order, Valkyrie est un Servant de classe Lancer qui est présenté sous les traits successivement de Ortlinde, Hildr puis Thrúd. Dans le même jeu, Brynhildr est un Servant de classe Lancer et est présentée comme le modèle des Valkyries et comme leur meneuse.
- Dans le jeu vidéo Apex Legends, Valkyrie est un personnage jouable[9].
- Dans le jeu mobile Ensemble Stars!, Valkyrie est l'un des groupes[10].  Dans le jeu vidéo Star Citizen, la Valkyrie est un vaisseau de débarquement (dropship) d'infanteries.

### Autres références

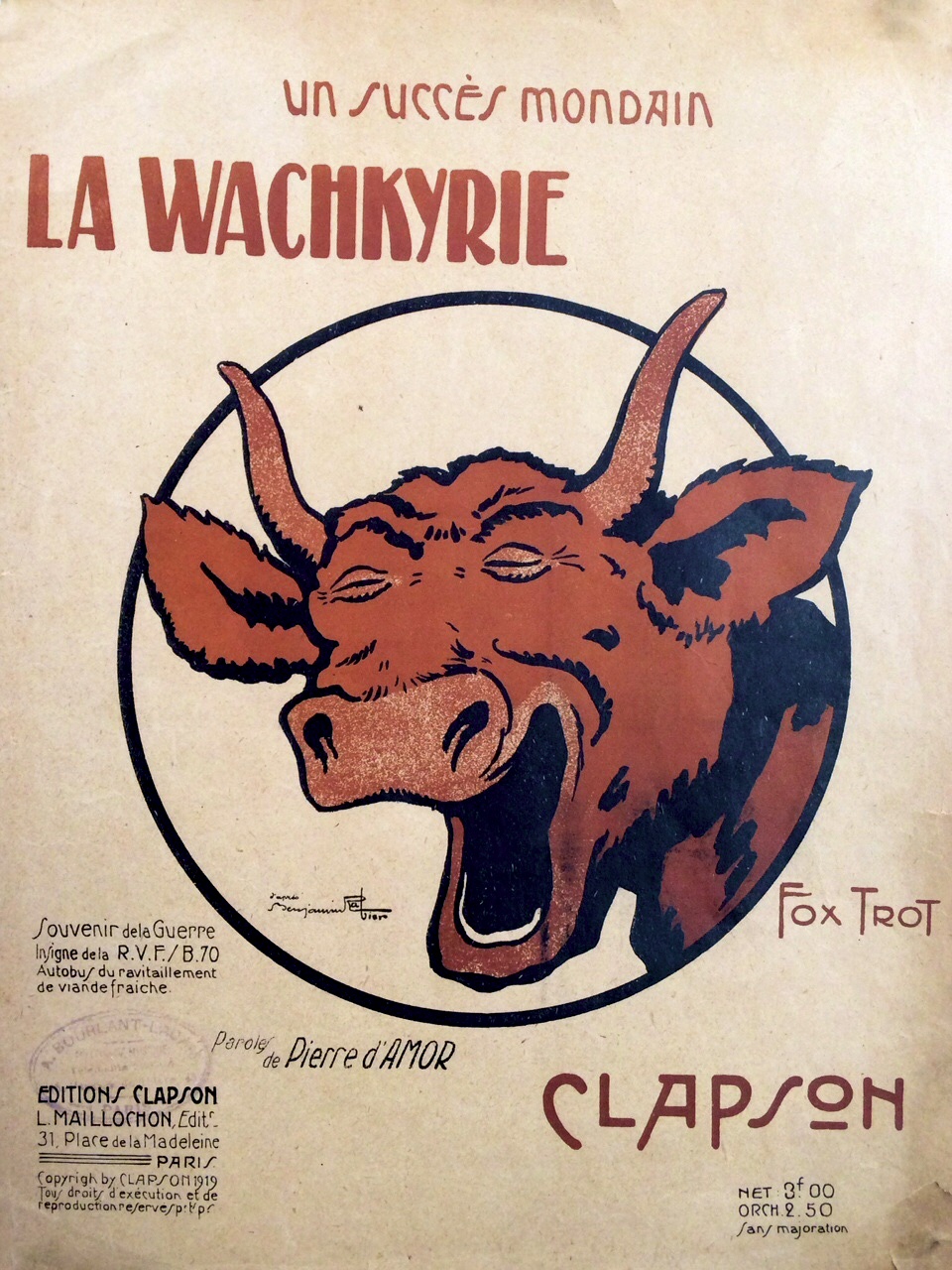
Poster de la vache qui rit.

XQ-58A Valkyrie.

- Le terme « Valkyrie » est à l'origine du nom du fromage « La vache qui rit », créé au lendemain de la Première Guerre mondiale, en 1921, à partir d'un dessin de Benjamin Rabier intitulé la « Wachyrie »[11],[12].
- Lors de la Seconde Guerre mondiale, un attentat préparé contre Adolf Hitler par des officiers allemands avait pour nom de code « Valkyrie »[11].

- Le XB-70 Valkyrie a été un prototype d'avion bombardier supersonique américain de la fin des années 1950.
- La firme japonaise Honda a produit deux modèles de moto typés Custom : la Valkyrie et la Valkyrie Rune[13],[14].
- La Valkyrie, connue également sous ses noms de code internes AM-RB 001 (pour Aston Martin Red Bull 001) et Nebula, est une supercar produite par le constructeur automobile britannique Aston Martin[15].

- Le Kratos XQ-58A Valkyrie ou XQ-222 est un modèle de drone de combat furtif américain construit par Kratos pour l'United States Air Force[16]

- Le yacht Valkyrie II était, lors de la coupe de l'America 1893, le challenger britannique du Royal Yacht Squadron' de Cowes opposé au defender américain Vigilant.[17]
- It ain't over till the fat lady sings est un proverbe inspiré par le personnage de Brunehilde.
- Le Valkyries Normandie rugby clubs est un club féminin français de rugby à XV basé en Normandie.